# Espadaña
Espadaña – gmina w Hiszpanii, w prowincji Salamanka, w Kastylii i León, o powierzchni 39,45 km². W 2011 roku gmina liczyła 42 mieszkańców.